# Loșniv, Terebovlea
Loșniv (în ucraineană Лошнів) este o comună în raionul Terebovlea, regiunea Ternopil, Ucraina, formată numai din satul de reședință.

## Demografie
Componența lingvistică a comunei Loșniv
     Ucraineană (99,44%)
     Alte limbi (0,56%)
Conform recensământului din 2001, majoritatea populației comunei Loșniv era vorbitoare de ucraineană (99,44%), existând în minoritate și vorbitori de alte limbi.